# بافل بليم
بافل بليم Paweł Blehm (ولد في 17 أبريل 1980) لاعب شطرنج بولندي يحمل لقب أستاذ كبير.
- شارك في بطولة العالم للشطرنج عام 2000، وهزم أمام سمبات لبوتيان في الجولة الأولى.
- مثل بولندا في أولمبياد الشطرنج عام 2002.
- فاز بدورة برمودا المفتوحة للشطرنج عام 2002.

## وصلات خارجية
- بافل بليم على موقع الاتحاد الدولي للشطرنج (الإنجليزية)
- بافل بليم على موقع مباريات الشطرنج (الإنجليزية)
- بافل بليم على موقع 365Chess.com (الإنجليزية)
- بافل بليم على موقع Chesstempo.com (الإنجليزية)
- بافل بليم على موقع الاتحاد الأمريكي للشطرنج (الإنجليزية)
- بافل بليم سجل أولمبياد الشطرنج على موقع OlimpBase.org (الإنجليزية)